# Kim Min-jung (Sportschützin)
Kim Min-jung (koreanisch 김 민정; * 26. März 1997 in Seoul) ist eine südkoreanische Sportschützin.

## Erfolge
Kim Min-jung nahm 2014 an den Olympischen Jugend-Sommerspielen in Nanjing teil, bei denen sie mit dem Luftpistole die Bronzemedaille gewann. Bei ihrem Olympiadebüt 2016 in Rio de Janeiro erreichte sie mit der Luftpistole mit 380 Punkten den 18. Platz. Ihre ersten größeren internationalen Erfolge bei den Erwachsenen erzielte sie im Jahr 2018. Bei den Weltmeisterschaften in Changwon belegte sie sowohl mit der Luftpistole als auch mit der Sportpistole in den Mannschaftswettbewerben den zweiten Platz. Gleich drei Medaillen sicherte sich Kim bei den Asienspielen in Jakarta. Die Einzelkonkurrenz mit der Luftpistole beendete sie auf Rang zwei, die mit der Sportpistole auf Rang drei. Im Mixed gewann sie mit der Luftpistole außerdem eine weitere Silbermedaille.
Bei den 2021 ausgetragenen Olympischen Spielen 2020 in Tokio trat Kim im Gegensatz zu 2016 in Wettkampf mit der Sportpistole an. Sie qualifizierte sich als Achte mit 584 Punkten für das Finale, in dem sie 38 Punkte erzielte. Mit dieser Punktzahl belegte sie hinter der punktgleichen Russin Witalina Bazaraschkina, der Kim im Stechen um den Olympiasieg mit 1:4 unterlegen war, und vor Xiao Jiaruixuan aus China den zweiten Platz und gewann damit die Silbermedaille.